# Élection présidentielle mozambicaine de 2014
L'élection présidentielle mozambicaine de 2014 s'est déroulée le 15 octobre 2014 au Mozambique.  
Le scrutin est remporté dès le premier tour par le candidat Filipe Nyusi du Front de libération du Mozambique, dit FRELIMO, avec 57 % des voix devant Afonso Dhlakama (37 %) et Daviz Simango (6 %). Le 30 décembre 2014, le Conseil constitutionnel valide les résultats . 
Le Frelimo remporte également la majorité absolue aux  élections législatives organisées le même jour.

## Système électoral
Le président de la République est élu au suffrage universel direct  uninominal majoritaire à deux tours pour un mandat de cinq ans. Nul ne peut exercer plus de deux mandats consécutifs. Le président sortant Armando Guebuza (FRELIMO) ne peut ainsi se présenter pour un troisième mandat,.

## Résultats
| Candidats                 | Candidats                 | Partis                    | Premier tour | Premier tour |  |
| Candidats                 | Candidats                 | Partis                    | Voix         | %            |  |
| ------------------------- | ------------------------- | ------------------------- | ------------ | ------------ |  |
|                           | Filipe Nyusi              | FRELIMO                   | 2 778 497    | 57,03        |  |
|                           | Afonso Dhlakama           | RENAMO                    | 1 783 382    | 36,61        |  |
|                           | Daviz Simango             | MDM                       | 309 925      | 6,36         |  |
|                           |                           |                           |              |              |  |
| Votes valides             | Votes valides             | Votes valides             | 4 871 804    | 91,34        |  |
| Votes blancs ou invalides | Votes blancs ou invalides | Votes blancs ou invalides | 461 861      | 8,66         |  |
| Total                     | Total                     | Total                     | 5 333 665    | 100          |  |
| Abstention                | Abstention                | Abstention                | 5 631 313    | 51,36        |  |
| Inscrits/Participation    | Inscrits/Participation    | Inscrits/Participation    | 10 964 978   | 48,64        |  |